# Discordia (Magic)

Il logo del set: al centro della prima lettera è visibile il simbolo dell'espansione, mentre in basso si notano i simboli delle tre gilde presentate in questo set

Discordia (in inglese Dissension) è stato un set di espansione del gioco di carte collezionabili di Magic: l'Adunanza.
In vendita in tutto il mondo a partire dal 5 maggio 2006, è stata la terza ed ultima espansione del Blocco di Ravnica, preceduta da Patto delle Gilde.

## Ambientazione
Discordia è ambientata in un piano dimensionale costituito da un'unica immensa città, Ravnica, in cui la gestione del comando e dell'ordine è in mano al Patto delle Gilde, un'associazione costituitasi 10.000 anni fa dall'alleanza fra i parun, ovvero i capi fondatori delle attuali dieci gilde.
Ecco i nomi delle gilde:
- la Casata Dimir
- la Legione Boros
- il Conclave di Selesnya
- lo Sciame Golgari
- il Sindacato Orzhov
- il Clan Gruul
- la Lega Izzet
- l'Alleanza Simic
- il Senato Azorius
- il Culto di Rakdos

La storia prosegue gli avvenimenti presentati nelle due espansioni precedenti. Il degradato distretto di Utvara, occupato abusivamente dal clan Gruul e rivendicato dai proprietari Orzhov, è diventato l'improbabile epicentro di uno scontro fra gilde. In realtà questo conflitto maschera interessi molto più grossi: sepolte sotto Utvara giacciono le reliquie che gli antichi forgimagi Izzet cercano disperatamente. Agrus Kos ha perso la vita nel tentativo di opporsi al drago Niv-Mizzet, ma il veterano soldato Wojek non ha ancora concluso il proprio lavoro. Infatti per un motivo sconosciuto gli spiriti dei morti permangono a Ravnica, e molti di essi, soprattutto quelli che preservano una certa consapevolezza, sono attratti ad Agyrem, il quartiere fantasma, dove gli ordini di un signore invisibile guidano i fantasmi. Per contenere gli spiriti sono stati chiamati gli angeli sacri dei Boros.

## Caratteristiche
Discordia è costituita da 180 carte, stampate a bordo nero, così ripartite:
- per colore: 21 bianche, 16 blu, 21 nere, 21 rosse, 21 verdi, 10 incolori, 59 multicolore e ibride, 11 terre.
- per rarità: 60 comuni, 60 non comuni e 60 rare.

Il simbolo dell'espansione, (il simbolo distrutto del Patto delle Gilde), si presenta nei consueti tre colori a seconda della rarità: nero per le comuni, argento per le non comuni, e oro per le rare.
Discordia è disponibile in bustine da 15 carte casuali ciascuna, e in 3 mazzi tematici precostituiti da 60 carte:
- Ascesa Azorius (bianco/blu)
- Rakdos Bloodsport (nero/rosso)
- Simic Mutology (blu/verde)

Discordia fu presentata in tutto il mondo durante i tornei di prerelease il 22 aprile 2006, in quell'occasione venne distribuita una speciale carta olografica promozionale: l'Avatar della Discordia, che presentava un'illustrazione alternativa rispetto alla carta che si poteva trovare nelle bustine.

### Ristampe
Da set precedenti sono state ristampate le seguenti carte:
- Sigillo del Destino (dal set Nemesis),
- Sigillo del Fuoco (dal set Nemesis),
- Prosperare (dal set Profezia).

## Novità
Discordia presenta le ultime tre gilde di Ravnica con le relative tre nuove abilità:
- il Senato Azorius (gilda bianco/blu) dotata dell'abilità Previsione (Forecast). Se una carta ha previsione, invece di giocarla si può pagare una certa quantità di mana e rivelarla dalla mano. Quindi puoi usare i suoi effetti come se fosse in gioco. Una carta così è il Salvacondotto, che ti dà la possibilità, pagando un mana blu e 1 mana incolore, di mostrarla all'avversario e far diventare una creatura con forza non superiore a 2 imbloccabile fino a fine turno.
- l'Alleanza Simic (gilda blu/verde) con l'abilità Innesto (Graft). Le creature con innesto entrano in gioco con un certo numero di segnalini +1/+1 e hanno la possibilità, quando un'altra creatura entra in gioco, di spostarne uno su quella creatura. In più hanno abilità che aiutano le creature con segnalini +1/+1, comprese loro stesse. Un esempio è il Mago degli Innesti Vigeano che pagando un mana blu e un mana incolore STAPpa una creatura bersaglio con almeno un segnalino +1/+1 su di essa.
- il Culto di Rakdos (gilda nero/rosso) con l'abilità Determinazione (Hellbent). Le magie con determinazione sono più forti se non hai carte in mano. Una di queste è la Cenciosa che, se non hai carte in mano, TAPpandola e sacrificando una creatura o una terra, ti permette  di pescare una carta.

Come nei due precedenti set del blocco, in Discordia sono presenti speciali carte multicolori, dette ibride, giocabili con uno o due colori diversi, e correlate a una specifica gilda di appartenenza.
In Discordia sono presenti le carte split, ossia delle carte doppie che possono essere giocate, a scelta del giocatore, in uno dei due modi previsti. Queste carte sono costituite da due vere e proprie minicarte, complete di costo di lancio, illustrazione, testo. Le carte split erano state già stampate nei set Invasione e Apocalisse, ma come innovazione in Discordia troviamo solo carte split in cui ogni metà è multicolore.

## Carte famose
Una carta innovativa del set è il Corriere Transgilda, primo artefatto ad essere pubblicato che, però, è anche multicolore.
Fra le altre carte famose del set abbiamo
- le ultime tre terre doppie:
  - Fontana Santificata
  - Pozza Prolifica
  - Cripta di Sangue
- le creature leggendarie a capo delle gilde:
  - Grande Giudice Augusto IV (Senato Azorius)
  - Isperia l'Imperscrutabile (Senato Azorius)
  - Momir Vig, Visionario Simic (Simic)
  - Esperimento Kraj (Simic)
  - Rakdos il Contaminatore (culto di Rakdos)
  - Lyzolda, la Strega di Sangue (culto di Rakdos)
- altre carte come:
  - Quartiere Fantasma
  - Vipera di Patagia
  - Araldo Azorius
  - Orgoglio delle Nubi
  - Manipolatrice Citoplasta

Su alcune carte sono presenti protezioni particolari, come:
- protezione dai monocolore (Guardia del Patto delle Gilde)
- protezione dai multicolore (Nemico del Patto delle Gilde)
- protezione dagli incantesimi (Primo d'Ali Azorius).